# Paraíso fiscal
Un paraíso fiscal, refugio fiscal o guarida fiscal (en inglés: tax haven, literalmente «refugio fiscal») es un territorio o Estado que se caracteriza por aplicar un régimen tributario especialmente favorable a empresas o personas no residentes en su territorio. Típicamente, estas ventajas consisten en una exención total o en una reducción muy significativa en el pago de impuestos, además de la posibilidad de acogerse al secreto bancario. Favorecen, pues, la elusión y la evasión fiscal.

## Denominación controvertida
La palabra «paraíso» de la expresión «paraíso fiscal» proviene de un calco erróneo del idioma inglés al francés que confundía haven (/ˈheɪvən/) ‘fondeadero, refugio’ con heaven (/ˈhɛvən/) ‘paraíso’. El error se fue propagando a otras lenguas, como el español, el italiano o el alemán.
Por otro lado, la definición del Diccionario de la lengua española abundaba en las connotaciones positivas al definirlo como «país o territorio donde la ausencia o parvedad de impuestos y controles financieros aplicables a los extranjeros residentes constituye un eficaz incentivo para atraer capitales del exterior». A raíz de una iniciativa promovida por la Plataforma por la Justicia Fiscal, apoyada por diversas organizaciones ciudadanas y sindicatos, y avalada por más de 31 000 firmas, la Academia enmendó la definición para dejarla así:

paraíso fiscal: País o territorio caracterizado por su baja o nula tributación y la falta de un efectivo intercambio de información fiscal con otros Estados.

Además, sancionó como correcta de denominación de «refugio» para referirse a este tipo de desvío fiscal.

## Características
Según la Organización para la Cooperación y el Desarrollo Económico (OCDE), cuatro factores clave son utilizados para determinar si una legislación configura un paraíso fiscal:
- Si la legislación no impone tributos o estos son solo nominales. La OCDE reconoce que cada legislación tiene derecho a determinar si imponer impuestos directos. Si no hay impuestos directos pero sí indirectos, se utilizan los otros tres factores para determinar si una legislación configura un paraíso fiscal.
- Si hay falta de transparencia.
- Si las leyes o las prácticas administrativas no permiten el intercambio de información para propósitos fiscales con otros países en relación con contribuyentes que se benefician de los bajos impuestos.
- Si se permite a los no residentes beneficiarse de rebajas impositivas, aun cuando no desarrollen efectivamente una actividad en el país.

Una característica de un paraíso fiscal es que en el mismo suelen convivir dos regímenes fiscales diferenciados y legalmente separados: 
- El que afecta a los residentes y empresas locales, los cuales están sujetos al pago de impuestos (como en cualquier otro país).
- El de los no residentes, que gozan de ventajas fiscales y suelen tener prohibida cualquier actividad económica o de inversión dentro de su territorio.

Para facilitar la separación de estas dos economías paralelas, usualmente se cuenta con legislación e instituciones especialmente reservadas a los no residentes, como los bancos offshore o las sociedades IBC (International Business Companies).
Otro rasgo identificatorio de un paraíso fiscal suele ser la existencia de estrictas leyes de secreto bancario y de protección de datos personales. Es habitual que los datos de accionistas y directores de empresas no figuren en registros públicos, sino que se encuentren bajo la custodia de su representante legal, el llamado agente residente (registered agent). 
Estas características han provocado que estos países, a menudo muy pequeños en extensión y población, hayan conseguido acumular en 2009 un cuarto de la riqueza privada de todo el mundo, según el FMI. Históricamente se los ha acusado de servir de cobijo a evasores de impuestos, terroristas y narcotraficantes que esconden sus identidades tras sociedades offshore, cuentas numeradas, directores fiduciarios, fundaciones, trusts o acciones al portador.

### Los colaboradores: bancos, consultorías, bufetes de abogados y asesores fiscales
Los colaboradores necesarios o facilitadores de la utilización de los paraísos fiscales son los bancos, consultorías, bufetes de abogados y asesores fiscales y financieros que diseñan y conocen las estructuras jurídicas para la elusión fiscal y el fraude fiscal. Estos facilitadores, conocedores de la normativa reguladora —y sus lagunas— de los paraísos fiscales, crean las sociedades interpuestas o empresas pantalla y se apoyan en bancos offshore y firmas especializadas con delegaciones en todo el mundo que garantizan el anonimato.

## Lucha contra los paraísos fiscales
La presión de diversos organismos internacionales, especialmente la OCDE y el FATF, ha conseguido que en los últimos años muchos paraísos fiscales hayan accedido a hacer ciertas concesiones en materia de intercambio de información, especialmente en lo relativo a la colaboración en el esclarecimiento de delitos graves. También el sector bancario aplica ahora estrictas políticas de identificación de sus clientes, conocidas como due diligence. No obstante, en muchos casos la opacidad de estos territorios todavía es importante, así como lo son sus ventajas fiscales. Esto es aprovechado por sectores muy diferentes de la economía, desde ahorradores privados, pasando por inversores, empresas de importación y exportación, hasta grandes multinacionales, bancos y aseguradoras.
La OCDE, como parte de las acciones encaminadas en su lucha contra los paraísos fiscales, en el año 2000, fundó el Foro Global sobre Transparencia e Intercambio de Información Tributaria. El objetivo de este organismo es liderar a nivel global las acciones en materia de transparencia e intercambio de información fiscal, garantizando la aplicación rápida y eficaz de estándares sobre transparencia e intercambio de información. 
El Foro Global sobre Transparencia e Intercambio de Información Tributaria en su informe de progreso sobre la Transparencia Fiscal del 2016, destacó entre sus logros más importantes la aplicación de las normas sobre AEOI (Automatic exchange of information) y EOIR (Exchange of Information on Request) en todo el mundo, así como el apoyo que el Foro Global proporciona a sus miembros, en particular los países en desarrollo, para ayudarles a aplicar esas normas. La estrategia de aplicación para esta conjunción de logros se fundamenta en hacer seguimiento, evaluar y apoyar.
Por otro lado, muchos países (particularmente los miembros del OCDE) han promulgado leyes que pretenden dificultar a sus ciudadanos eludir el pago de impuestos mediante sociedades en paraísos fiscales. En estos casos, estas sociedades se consideran como una corporación extranjera controlada o CEC, aplicándole a su dueño un régimen de transparencia fiscal, es decir, considerando los ingresos de dicha compañía como generados directamente por su propietario. En cuanto a sus relaciones internacionales, pocos países cuentan con acuerdos bilaterales en materia de doble imposición internacional o, si existen, se excluyen de ellos expresamente a las sociedades no residentes.
Para la Organización de Naciones Unidas (ONU) los paraísos fiscales atentan contra los derechos humanos, según estudio y análisis de sus expertos.

## Listas de paraísos fiscales

Mapa que muestra los paraísos fiscales.

Muchos de los paraísos fiscales en el año 2018 son colonias (como es el caso de Gibraltar)  y antiguas colonias del Imperio británico, miembros de la Mancomunidad británica, o pequeños Estados nominalmente «independientes» (como, entre varios ejemplos, es el caso de Nauru) que parecen existir precisamente con la función de ser paraísos fiscales.
Para la organización Tax Justice Network, en su informe de 2020 el Reino Unido, los Países Bajos, Luxemburgo y Suiza son responsables de la mitad de las pérdidas fiscales anuales mundiales: 199 000 millones de euros.

### Según la OCDE
Los paraísos fiscales enumerados en la lista publicada por la OCDE el 2 de noviembre de 2011 son:
- Nauru
- Niue

### Según la UE
En diciembre de 2017, la Unión Europea adoptó una lista negra de paraísos fiscales en un esfuerzo para desincentivar las prácticas más agresivas de elusión fiscal. También se estableció una lista gris que incluye a aquellos que se han comprometido a cambiar sus normas sobre transparencia y cooperación fiscal. 
Algunos activistas denunciaron que la elaboración del listado es un lavado de cara y reclamaron la inclusión en la lista de algunos Estados miembros de la UE acusados de facilitar la elusión fiscal, como Luxemburgo, Malta, Irlanda y Países Bajos.
El caso de Panamá, famoso por los denominados «papeles de Panamá», es complejo, ya que fue retirado de la lista de paraísos fiscales por la UE, y sin embargo, los Ministros de Economía de la UE (Ecofin), le señalan de nuevo como paraíso fiscal.

### Otros territorios considerados paraísos fiscales
Centros financieros considerados «paraísos fiscales» según el Fondo Monetario Internacional:
- Campione d'Italia (Italia)
- Dublín (Irlanda)
- Delaware (Estados Unidos)[Nota 1]
- Filipinas
- Guam (Estados Unidos)
- Hong Kong
- Islas Marianas del Norte (Estados Unidos)
- Israel
- Labuan (Malasia)
- Líbano
- Londres (Reino Unido)
- Luxemburgo[14]
- Macao (China)
- Madeira (Portugal)
- Estados Federados de Micronesia
- Países Bajos
- Panamá
- Puerto Rico (Estados Unidos)
- Singapur
- Suiza
- Tahití (Polinesia Francesa) (Francia)
- Tailandia[Nota 2]
- Tánger (Marruecos)
- Yibuti

#### Comprometidos a mejorar la transparencia
Territorios utilizados como paraísos fiscales que se comprometen a mejorar la transparencia e intercambio de información:
- Anguila
- Antigua y Barbuda
- Curazao
- Aruba
- Bahamas
- Baréin
- Belice
- Bermudas
- Chipre
- Dominica
- Gibraltar
- Granada
- Guernsey
- Islas Cook
- Isla de Man
- Islas Caimán
- Islas Marshall
- Islas Turcas y Caicos
- Islas Vírgenes Británicas
- Islas Vírgenes de los Estados Unidos
- Jersey
- Liberia
- Liechtenstein
- Maldivas
- Malta
- Mauricio
- Mónaco
- Montserrat
- Samoa
- San Cristóbal y Nieves
- San Marino
- San Vicente y las Granadinas
- Santa Lucía
- Seychelles
- Vanuatu

### En la legislación argentina
Según el decreto 1344/98 del 19 de noviembre de 1998, además de los paraísos fiscales que figuran en la lista de la OCDE, Argentina ha catalogado a otros países o territorios como de «baja o nula tributación»:
- Albania
- Andorra
- Angola
- Anguila (Reino Unido).
- Antigua y Barbuda
- Antillas Neerlandesas: Bonaire, Curazao, Isla de Saba, San Eustaquio y San Martín (Países Bajos).
- Aruba (Países Bajos).
- Bahamas
- Barbados
- Baréin
- Belice
- Bermudas (Reino Unido).
- Brechou (Reino Unido).
- Brunéi
- Cabo Verde
- Campione d'Italia (Italia).
- Catar
- Chipre
- Gibraltar (Reino Unido).
- Dominica
- Emiratos Árabes Unidos
- Granada
- Groenlandia (Dinamarca).
- Guam (Estados Unidos).
- Guernsey (Reino Unido).
- Guyana
- Herm (Reino Unido)
- Hong Kong (China)
- Isla Ascensión (Reino Unido)
- Isla de Man (Reino Unido)
- Isla de Navidad (Australia)
- Isla de Sark (Reino Unido)
- Isla Madeira (Portugal).
- Isla Norfolk (Australia).
- Isla Qeshm (Irán).
- San Pedro y Miguelón (Francia).
- Islas Azores (Portugal).
- Islas Caimán (Reino Unido).
- Islas Cocos (Australia).
- Islas Cook (Nueva Zelanda).
- Territorio en Fideicomiso de las Islas del Pacífico (Islas Marianas del Norte, Estados Unidos y Estados Federados de Micronesia).
- Islas Marshall
- Islas Pitcairn (Reino Unido).
- Islas Salomón
- Islas Vírgenes Británicas (Reino Unido).
- Islas Vírgenes de los Estados Unidos (Estados Unidos).
- Jersey (Reino Unido).
- Jethou (Reino Unido).
- Jordania
- Kiribati
- Kuwait
- Labuan (Malasia).
- Liberia
- Liechtenstein
- Lihou (Reino Unido).
- Macao (China).
- Maldivas
- Malta
- Mauricio
- Mónaco
- Montserrat (Reino Unido).
- Nauru
- Niue (Nueva Zelanda).
- Omán
- Ostrava (República Checa).
- Palaos
- Panamá
- Polinesia Francesa (Francia).
- Puerto Rico (Estados Unidos).
- Samoa Americana (Estados Unidos).
- Samoa Occidental
- San Cristóbal y Nieves
- Santa Elena (Reino Unido).
- Santa Lucía
- San Marino
- San Vicente y las Granadinas
- Seychelles
- Sri Lanka
- Svalbard (Noruega).
- Suazilandia
- Tokelau (Nueva Zelanda).
- Tonga
- Trieste (Italia).
- Trinidad y Tobago
- Tristán de Acuña (Reino Unido).
- Túnez
- Tuvalu
- Vanuatu
- Yemen
- Yibuti

### En la legislación española
En el artículo 1 del Real Decreto 1080/1991, de 5 de julio de 1991, se establece una la lista de países y territorios con calificación de «paraíso fiscal». El sindicato de Técnicos del Ministerio de Hacienda español GESTHA  en 2017 publicó una lista negra y gris de paraísos fiscales. Además, existirían numerosas filiales de empresas ubicadas en territorios que facilitan la elusión fiscal.
En el Real Decreto de 1991 se establece en su Artículo 2 que: «Los países y territorios a los que se refiere el artículo 1 que firmen con España un acuerdo de intercambio de información en materia tributaria o un convenio para evitar la doble imposición con cláusula de intercambio de información dejarán de tener la consideración de paraísos fiscales en el momento en que dichos convenios o acuerdos entren en vigor».
Además, la Ley 11/2021, de 9 de julio, define de forma más amplia que el concepto de paraíso fiscal lo que se considera una jurisdicción no cooperativa, e incorpora diversas medidas para prevenir y combatir el fraude fiscal. La lista más reciente, publicada el 9 de febrero de 2023 mediante la Orden HFP/115/2023, incluye 24 jurisdicciones no cooperativas y sustituye al decreto de 1991.
Los siguientes países están clasificados como jurisdicciones no cooperativas:
| - Samoa Americana, Estados Unidos - Anguila, Reino Unido - Barbados - Bermudas, Reino Unido - Islas Vírgenes Británicas, Reino Unido - Islas Caimán, Reino Unido - Mancomunidad de Dominica - Fiyi - Gibraltar, Reino Unido - Guam, Estados Unidos - Isla de Guernsey, Reino Unido - Isla de Man, Reino Unido | - Isla de Jersey, Reino Unido - República de Palaos - Samoa (con respecto a su régimen fiscal perjudicial para negocios offshore) - República de Seychelles - Islas Salomón - Trinidad y Tobago - Islas Turcas y Caicos, Reino Unido - Islas Vírgenes de los Estados Unidos, Estados Unidos - República de Vanuatu - Montserrat, Reino Unido - Santa Lucía - San Vicente y las Granadinas |

Los países y territorios que podrían haber dejado de ser considerados «paraísos fiscales» por haber establecido un acuerdo de intercambio de información son:
| - Andorra - Antillas Neerlandesas (Bonaire, Isla de Saba y San Eustaquio), Países Bajos - Aruba, Países Bajos - Bahamas - Barbados - República de Chipre - Emiratos Árabes Unidos - Hong Kong, China - Jamaica - Gran Ducado de Luxemburgo (por lo que respecta a las rentas percibidas por las sociedades a que se refiere el párrafo 1 del protocolo anexo al convenio, para evitar la doble imposición, de 3 de junio de 1986). - República de Malta - República de Trinidad y Tobago - República de Panamá - República de San Marino - República de Singapur |

#### Disposición adicional primera de la Ley 26/2014
Esta lista puede además actualizarse en virtud del apartado 2 de la Disposición adicional primera de la Ley 26/2014, de 27 de noviembre, de medidas para la prevención del fraude fiscal, de modo que determinados países entrarán o saldrán de esta «lista negra».
2. La relación de países y territorios que tienen la consideración de paraísos fiscales se podrá actualizar atendiendo a los siguientes criterios:
a) La existencia con dicho país o territorio de un convenio para evitar la doble imposición internacional con cláusula de intercambio de información, un acuerdo de intercambio de información en materia tributaria o el Convenio de Asistencia Administrativa Mutua en Materia Fiscal de la OCDE y del Consejo de Europa enmendado por el Protocolo 2010, que resulte de aplicación.
b) Que no exista un efectivo intercambio de información tributaria en los términos previstos por el apartado 4 de esta disposición adicional.
c) Los resultados de las evaluaciones inter pares realizadas por el Foro Global de Transparencia e Intercambio de Información con Fines Fiscales.

### Otros paraísos fiscales
- Estados Unidos cuenta con legislaciones en algunos estados como Delaware, Wyoming o Nevada que de facto permiten una exención de impuestos para sociedades limitadas (LLC) en manos de extranjeros no residentes, siempre y cuando no mantengan un establecimiento físico en el país. Desde el acuerdo alcanzado en 2014 por la OCDE para mejorar el control y la transparencia para las cuentas bancarias depositadas en el exterior, se constata un gran flujo de dinero hacia Estados Unidos proveniente de Suiza y otros antiguos paraísos fiscales. Estados Unidos es uno de los cuatro países miembros de la OCDE que se ha negado a participar en este acuerdo; los otros son Baréin, Nauru y Vanuatu. La ONU calcula que cada año entran en Estados Unidos al menos 1.6 billones de dólares provenientes de actividades ilícitas.[29]
- Reino Unido es un paraíso fiscal para personas con domicilio en el extranjero, incluso aunque sean residentes en el país («residencia» y «domicilio» son conceptos legales separados en el Reino Unido), pues no pagan impuestos sobre los ingresos extranjeros que no se remitan al Reino Unido. Parecidas situaciones se encuentran en otros pocos países, incluyendo Irlanda.
- Suiza es un paraíso fiscal para los extranjeros que se hacen residentes tras negociar la cantidad de sus ingresos sujeta a impuestos con el cantón en el que pretenden vivir. Típicamente se asume que los ingresos imponibles son cinco veces la renta de alojamiento pagada.
- Hong Kong y Macao tienen tasas de impuestos muy bajas y en ciertos casos incluso nulas, por ello podrían ser considerados paraísos fiscales.
- Uruguay era considerado un paraíso fiscal por otros países, ya que tiene una política de exoneración fiscal y secreto bancario para atraer inversiones. Sin embargo, el gobierno introdujo una reforma tributaria con Impuesto a la Renta de las personas físicas, eliminó las SAFI (Sociedades Financieras de Inversión que daban cobertura legal a empresas off-shore) y se comprometió a cumplir con las estándares tributarios de la OCDE.[30]
- En Chile, la Isla de Pascua (tb. llamada Rapa Nui) ha sido considerada como un paraíso fiscal, ya que diversas empresas han constituido domicilio en ese territorio para beneficiarse de las exenciones tributarias establecidas en ella, pese a no funcionar realmente ahí.[31]
- México en el más reciente «índice de paraísos fiscales corporativos 2021», que elabora la organización Tax Justice Network (Red para la Justicia Fiscal), México no fue colocado entre los mejores combatientes de la evasión fiscal, sino a media tabla, en el lugar 31 de entre las 70 naciones evaluadas; considerando que el escaño 1 representa la peor calificación (Islas Vírgenes Británicas); y el 70 (Montserrat), la mejor.[32]

## En cifras
Aunque incompletas, y con las limitaciones discutidas más abajo, las estadísticas disponibles indican, no obstante, que el sector bancario extraterritorial (offshore) es una actividad más que considerable. Los cálculos del FMI basados en datos del BPI sugieren que los activos extraterritoriales incluidos en los Estados financieros de las instituciones bancarias alcanzaban los 4.6 billones de dólares a fines de junio de 1999, lo que suponía aproximadamente la mitad del total de activos extraterritoriales. De ellos, 0.9 billones estaban en territorios del Caribe, un billón en Asia y la mayoría de los restantes 2.7 billones en centros financieros internacionales como Londres, Estados Unidos y Japón. En el caso de los Estados Unidos estaban amparados en las franquicias bancarias internacionales (International Banking Facilities, IBF) y, en el de Japón, en el Mercado Offshore Japonés (Japanese Offshore Market (JOM)).
Así mismo, según un estudio realizado por la Tax Justice Network (grupo dirigido por el antiguo economista principal de la consultora McKinsey y experto en paraísos fiscales, James Henry), es posible que existan entre diecisiete y veintiséis billones de euros escondidos en paraísos fiscales, que habrían aportado un aproximado de doscientos treinta mil millones de euros en concepto de recaudación por impuestos. Se estima que estas cantidades se encuentran concentradas en «jurisdicciones enormemente proteccionistas», como Suiza o las islas Caimán, con la ayuda de bancos privados que tienen el objetivo de atraer a los llamados «individuos de alto valor neto». La riqueza de estas élites económicas, según Henry, está protegida por un grupo de profesionales, muy bien pagado y disciplinado, que se aprovechan de una economía global cada vez más transfronteriza y con menos fricciones. Los estados ricos en petróleo cuya élite suele caracterizarse por su gran movilidad son especialmente propensos a depositar su riqueza en estas cuentas, en lugar de invertir en su propio país. El estudio también pone como ejemplo a Arabía Saudí, de donde escaparon 179 000 millones de euros o Nigeria, con doscientos cincuenta mil millones de euros a la fuga.